# Rosenstolz
Rosenstolz er en tysk musikgruppe fra Berlin bestående af sangerinden AnNa R. og sangskriveren og sangeren Peter Plate.
Rosenstolz synger hovedsageligt på tysk i en blanding af pop, rock og chanson. Størst succes har de fået med poppede melodiske ballader.